# 永远进攻
《永远进攻》是中国足球超级联赛俱乐部天津泰达队的队歌，原唱者为著名歌手韩磊。

## 歌词
《永远进攻》
足球在我们心中永远神圣
绿草坪通向我们理想的梦
胜利之路虽然曲折不会遥远
经历失败痛苦的考验才能成功
让我们无怨无悔奉献青春
让我们更加执着更加真诚
泰达是我们一生不变的爱
足球是我们一世不变的情
向着胜利 向着成功 勇敢冲锋
为了泰达 为了天津 永远进攻
向着胜利 向着成功 勇敢冲锋
为了泰达 为了天津 永远进攻。

## 链接
- 天津泰达俱乐部官方网站
- 天津泰达队队歌 （页面存档备份，存于）